# 萨洛特·图普三世
萨洛特·图普三世（英語：Sālote Tupou III，1900年3月13日—1965年12月16日），1918年4月5日至1965年12月16日任汤加女王。

## 生平
她是乔治·图普二世和他第一个妻子拉维尼娅·维翁戈王后的女儿。她嫁给了维利亚米·汤吉·迈里菲赫，成为西奥西·陶法阿豪·图普拉希（后来的图普四世）、尤利亚米·图库阿豪（1919-1936）、西奥内·恩古·马努马陶恩戈（后来的图伊佩勒哈克王子）的母亲。1965年12月16日，她在经历长期病痛后在奥克兰奥特亚医院逝世。萨洛特长得很高，《时代杂志》称她的身高有1.91米。

## 作为
最初她作为第21任图伊·卡诺库柏鲁的地位只是被姆阿人勉强接受，上台后第一年她花了很大力气减少他们的疑虑。她嫁给汤吉·迈里菲赫是由父亲安排的，汤吉是图伊·哈塔卡拉瓦家族的直系后裔。他们的后代有了三大皇室家族的血统。
1920年到1921年，她准许伯尼斯·P·毕晓普博物馆的贝亚德·多米尼克考察队到各地巡查、给他们提供信息，以帮助他们绘制汤加考古遗址地图。考察队队古代汤加的报告，包括一大卷迄今仍未出版的材料，主要由爱德华·温斯洛·吉福德搜集，提供了研究与殖民者接触之前汤加历史的基础(Burley 1998)。萨洛特还热衷于协作，写了许多舞曲、爱情诗（hiva kakala）、以及宏大的拉卡拉卡。
1953年她参加了在伦敦举行的伊丽莎白二世加冕礼。1954至1965年，她担任汤加传统委员会主席，资助红十字会的活动。

## 脚注
1. ↑  Monday, Dec. 28, 1953. . TIME. 1953-12-28  [2010-01-12]. （原始内容存档于2012-07-16）.